# Maxwell (Novo México)
Maxwell é uma vila localizada no estado americano de Novo México, no Condado de Colfax.

## Demografia
Segundo o censo americano de 2000, a sua população era de 274 habitantes.
Em 2006, foi estimada uma população de 256, um decréscimo de 18 (-6.6%).

## Geografia
De acordo com o United States Census Bureau tem uma área de 1,2 km², dos quais 1,2 km² cobertos por terra e 0,0 km² cobertos por água. Maxwell localiza-se a aproximadamente 1806 m acima do nível do mar.

## Localidades na vizinhança
O diagrama seguinte representa as localidades num raio de 64 km ao redor de Maxwell.